# Xerath
Xerath ist eine englische Metal-Band, die im Jahr 2007 in Basingstoke gegründet wurde.

## Geschichte
Die Band wurde im Jahr 2007 von Schlagzeuger Michael Pitman, Gitarrist und Bassist Owain Williams, Sänger Richard Thomson und Gitarrist Andy Phillips gegründet. Im Jahr 2009 veröffentlichten sie mit I ihr Debütalbum bei Candlelight Records. Danach folgten diverse Auftritte zusammen mit Bands wie Vader, Ihsahn, Abigail Williams, Shining, Entombed und Sylosis, sowie Auftritte auf Festivals in ganz Europa.
Im Jahr 2011 wurde mit II das zweite Album über Candlelight Records veröffentlicht. Das Album wurde in Großbritannien in den Foel Studios aufgenommen und von Jacob Hansen (Aborted, Tyr, Pestilence) in den Hansen Studios abgemischt.

## Stil
Die Musik der Band weist zahlreiche orchestrale Einschübe auf. Die Lieder der Band sind progressiv gehalten und werden mit Werken von Meshuggah verglichen. Ihre Musik wird auch oft als „Djent“ bezeichnet.

## Diskografie
- I (Album, 2009, Candlelight Records)
- Unite to Defy (Single, 2011, Candlelight Records)
- II (Album, 2011, Candlelight Records)
- III (Album, 2014, Candlelight Records)